# تپه مدآباد ۳
تپه مد آباد ۳ مربوط به عصر مفرغ - عصر آهن - دوره اشکانیان است و در شهرستان ازنا، بخش جاپلق، دهستان جاپلق شرقی، ۱۵۰م جنوب روستای مدآباد واقع شده و این اثر در تاریخ ۷ اسفند ۱۳۸۶ با شمارهٔ ثبت ۲۱۳۷۴ به‌عنوان یکی از آثار ملی ایران به ثبت رسیده است.